# Mergenli, Ortaca
Mergenli là một xã thuộc huyện Ortaca, tỉnh Muğla, Thổ Nhĩ Kỳ. Dân số thời điểm năm 2011 là 750 người.